# Caserío

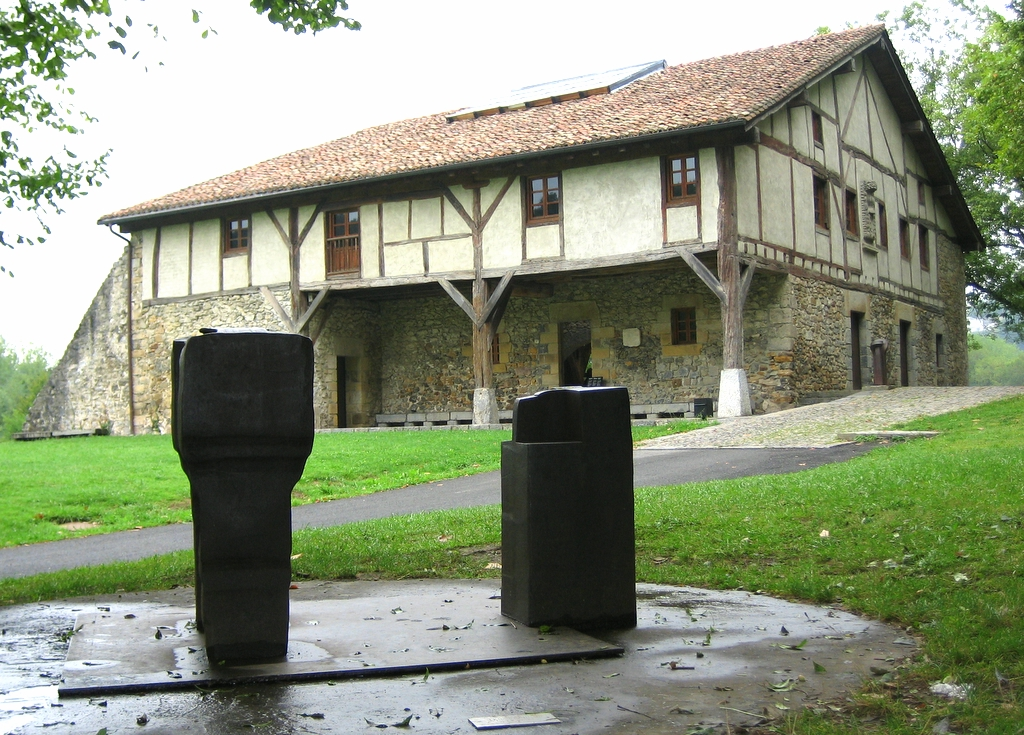
Caserio do Museu Chillida-Leku em Hernani, Guipúscoa, Espanha.

Um caserío (em castelhano) ou baserri (em basco) é uma casa rural de construção tradicional, originária do norte da Península Ibérica, principalmente na zona do País Basco e Navarra.
Sua construção é em pedra e pode alcançar os 15 metros de altura. Neles podiam conviver todos os membros de uma família juntos.
Os termo caserío e baserri são também usados como sinónimos de quinta ou granja e para designar as explorações agropecuárias familiares associadas a estas construções.